# Ceylonaltica
Ceylonaltica is een geslacht van kevers uit de familie bladkevers (Chrysomelidae).
De wetenschappelijke naam van het geslacht werd in 1997 gepubliceerd door Doeberl.

## Soorten
- Ceylonaltica nigripes Kimoto, 2003
- Ceylonaltica saueri Doeberl, 1997
- Ceylonaltica tarsata Doeberl, 1997